# Ayapel
Ayapel là một khu tự quản thuộc tỉnh Córdoba, Colombia. Thủ phủ của khu tự quản Ayapel đóng tại Ayapel Khu tự quản Ayapel có diện tích 2098 ki lô mét vuông. Đến thời điểm ngày 28 tháng 5 năm 2005, khu tự quản Ayapel có dân số 46320 người.